# Manganoan canxit
Manganoan canxit hay Manganocanxit là một biến thể của canxit giàu mangan, mangan làm cho khoáng vật có màu hồng. Thành phần hóa học của nó là (Ca,Mn)CO3. Nó được thông báo lần đầu tiên ở Banská Štiavnica Mining District, Slovak, nhưng hiện được tìm thấy nhiều nơi trên thế giới, nổi tiếng nhất là ở Naica, Chihuahua, Mexico, ở Hang kiếm và Bulgaria.